# Enteridium
Enteridium — рід міксоміцетових амебозоїв родини Reticulariaceae.

## Опис
Плодові тіла еталії сидячі. Вони мають подушкоподібну або сплощену форму, а їхня основа широка. Псевдокапілітій зрощений в основі; він складається з мембран, які перфоровані або потерті до ниткоподібної форми, які іноді можуть зростатися разом, як мережа. 
Окремі спори або зрідка згустки мають коричневий або оливковий колір у вигляді спорової маси та від оливкового до блідо-коричневого кольору в прохідному світлі.

## Види
Перелік видів, згідно з Mycobank:
- Enteridium antarcticum
- Enteridium atrum
- Enteridium aureum
- Enteridium cinereum
- Enteridium intermedium
- Enteridium japonicum
- Enteridium juranum
- Enteridium liceoides
- Enteridium lobatum
- Enteridium lycoperdon
- Enteridium macrosporum
- Enteridium minutum
- Enteridium olivaceum
- Enteridium rostrupii
- Enteridium rozeanum
- Enteridium rubiginosum
- Enteridium simulans
- Enteridium splendens